# Pinnidae
Pinnidae zijn een familie van tweekleppigen uit de orde Ostreida.

## Geslachten
- Atrina Gray, 1842
- Pinna Linnaeus, 1758
- Streptopinna Martens, 1880